# Partido Demócrata Gallego
El Partido Demócrata Gallego (PDG) fue un partido político liberal gallego, fundado en 1976. Los principales líderes del PDG fueron Ramón País Ferrín y José María García Marcos. El PDG formaba parte de la Federación de Partidos Demócratas y Liberales (FPDL), liderada por Joaquín Garrigues Walker.

## Historia
El partido fue registrado oficialmente en el Ministerio del Interior de España el 16 de marzo de 1977. A diferencia del resto de la FPDL, el PDG no se incorporó a la Unión de Centro Democrático (UCD) y presentó una candidatura independiente (solo por la circunscripción electoral de La Coruña) en las elecciones generales de 1977, obteniendo solo 3196 votos (0,71% de los votos en la provincia de La Coruña).
El partido perdió el apoyo popular en 1977 por su falta de apoyo a la autonomía de Galicia, a pesar de su regionalismo original, y su rechazo al proceso constitucional. El 15 de diciembre de 1977 pasó a formar parte de la Federación Liberal que también integraban el Partido Liberal Independiente, el Partido Liberal, el Partido Progresista Liberal y el Partido Popular de Cataluña. Finalmente el partido decidió unirse a la UCD en 1978.